# リベル・ウズアリス

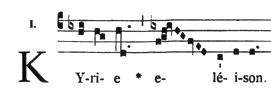
『リベル・ウズアリス』収載のキリエ・エレイソンの例（オルビス・ファクトール）

『リベル・ウズアリス』（Liber Usualis）は、フランスのサン・ピエール・ド・ソレーム修道院の修道僧によって編纂された、広く使用されているグレゴリオ聖歌集。「通常の書」の意で、『通常定式書』とも呼ばれる。
はじめ、ソレーム修道院・修道院長アンドレ・モッケロー（André Mocquereau、1849年 - 1930年）の手により、1896年に編纂された。ソレーム修道院ではグレゴリオ聖歌の復興・研究が盛んで、すでに1889年に Paléographie musicale （音楽の古文書学）として聖歌集が編纂されており、『リベル・ウズアリス』はその後身である。しかし、この頃のソレーム修道院の編纂は、各音符の音価を同じとしてしまうなどの問題点もあった。
ページ数は1900ページにのぼり、ミサの通常文（キリエ、グロリア、クレド、サンクトゥス、アニュス・デイ）の聖歌の基本的なもののほとんどと、『教会の祈り』（カトリック教会の司祭の日々の祈りを収録する書）の聖歌や、教会暦の主な祭日のための聖歌などが収録される（聖週間のためのものだけで200ページを超える）。また、洗礼や結婚式、葬儀、聖職授任式、降副式などの特別の典礼のための聖歌も含まれる。
序（イントロダクション）では、ネウマ譜の読み方や解釈が解説され、また聖歌の検索に便利な総索引も付属する。
1962年から開かれた第2バチカン公会議によって典礼憲章で典礼での現地語使用が認められ、また同公会議で定められた教会暦に基づくミサの儀式次第に内容が沿わなくなったため、『リベル・ウズアリス』の使用は減少した。また、『リベル・ウズアリス』公刊後のグレゴリオ聖歌研究によって、アダイアステマ記譜法（音高を明示しないネウマ）には、譜線ネウマよりも多くのリズムやアーティキュレーションの情報が含まれていることが明らかになってきた。これらのことから、今日では『リベル・ウズアリス』は過去の遺物とみなされるようになってきており、1974年刊の Graduale Romanum （ローマ昇階曲）などにその位置を取って代わられている。ただし、同公会議の『典礼憲章』第116段落の中で、グレゴリオ聖歌は「誇り高き位置」を維持すべきとされ、修道院や一部の教会ではグレゴリオ聖歌は依然として歌われており、また音楽的な観点から演奏を行っている団体も少なくない。典礼ではなく、音楽的な観点からの演奏においては、『リベル・ウズアリス』収録の版や、『リベル・ウズアリス』が基づいている写本をもととすることも、依然として広く行われている。
『リベル・ウズアリス』はその欠点などを理由として、1964年に絶版となり、1970年代から90年代にかけては入手が困難だったが、20世紀末になって復刻された。現在はオンラインでも入手が可能である。